# ハマIN自動車学校
株式会社ハマIN自動車学校（ハマインじどうしゃがっこう）は、静岡県内で自動車販売、レジャー産業を運営する国際グループの企業である。2024年1月4日、株式会社浜名湖自動車学校（はまなこじどうしゃがっこう、英称Hamanako Driving School）より社名・校名を変更した。

## 概要
資本金4500万円、県下最大級のテニスコート130面の広い教習コースを持ち、教習、送迎車両などは8075（ハマナコ）のナンバーをつけている。普通教習車両にはエアバッグを標準装備している。ロビーではBGMの他、テレビが設置されて、岩立沙穂が出演しているテレビが流れている。
学習サポートとして、学科ではカラー出力のできる、40台の学習用パソコン、技能では二輪、四輪（2種、大型、中型）のドライビングシミュレーターを設置している。インフルエンザなどのウイルス対策として、館内にはオゾン発生器を設置している。
教習コースの範囲内には浜名湖や、弁天島、新居宿など、多数の観光地があり、一部の教習コースには含まれている。休日や教習の前後には、周辺を観光する教習生もいる。
また、合宿コース向けの宿泊施設としては周辺のビジネスホテルの他に、専用施設としてハマハウス・ハママンションがあり、レイクビュー・オーシャンビューを謳っている。

## CM
在静局（静岡県）と在名局（中京広域圏）のテレビ局を中心に放映されている。
かつては、2005年から2009年ごろまでタイムマシーン3号を起用したテレビCMが流れていた。
その後、滝口幸広扮する熱血教官「ハマイン」と、桐島里菜、笹丘明里らが生徒役として出演するテレビCMシリーズが放映された。このCMは、2019年に滝口が逝去した後もCMの放映が続けられていた。CMのBGMは、童謡「森のくまさん」をアレンジしたインスト曲が使用されている。
2022年現在は、オリジナルキャラクターのVtuber「浜井セナ」を用いたアニメーションCMを放映。前シリーズで滝口が演じたような熱血教官をモチーフにして制作されている。

## 所在地
- 静岡県湖西市新居町中之郷2350番地

## アクセス
- 湖西市コミュニティバス「こーちゃんバス」新居鷲津線「清源坂」停留所から徒歩約3分。

## 取扱車種
- 普通自動車(MT/AT)
- 中型自動車
- 大型自動車
- 大型特殊自動車
- けん引
- 普通自動二輪
- 大型自動二輪

- ペーパードライバー教習
  - 普通自動車(MT/AT)
  - 中型自動車
  - 大型自動車
  - 大型特殊自動車
  - けん引[9]

## 取扱講習
- 高齢者講習

## 年表
- 1969年10月 - 浜名郡新居町にコサイ自動車学校として、静岡県公安委員会から指定自動車教習所の指定を受ける。
- 1994年9月 - 株式会社浜名湖自動車学校と改称し、普通、大型、大特、けん引、自動二輪を教習開始する。
- 1997年9月 - 大型自動二輪の教習を開始する。
- 2003年4月 - 大型2種の教習を開始する。
- 2004年4月 - 普通2種の教習を開始する。
- 2007年6月 - 中型、中型2種、大型、大型2種の教習を開始する。
- 2011年6月 - ホテルハマINをオープンする。
- 2024年1月4日 - 株式会社浜名湖自動車学校（はまなこじどうしゃがっこう、英称Hamanako Driving School）より社名[1]・校名を変更。

## 関連会社
- 国際総業株式会社 - アミューズメント事業、パチンコ「パーラー大学院」「パーラー大学　(浜松)駅前店」などを運営。
- 国際オートパーツ株式会社 - 自動車部品、新・中古車販売業[10]。
- ケーオックス株式会社 - 自動車販売、整備・保険業務。 - 2020(令和2年)/05/01に国際オートパーツ株式会社へ合併されました
- ビューワールド株式会社 - 化粧品販売、フェイシャルエステ経営。[11]。
- 良い広告株式会社 - 広告業[12]。